# Ourisia polyantha
Ourisia polyantha es una especie de Angiospermae perteneciente a la familia de las Plantagináceas. Es endémica de la cordillera de los Andes del centro de Chile. En 1835, Eduard Poeppig y Stephan Endlicher describieron O. polyantha. Las plantas de esta especie son pequeñas, perennes, muy ramificadas y sufruticosas, con hojas enteras y decusadas. Las flores son solitarias, con corola regular y cáliz regular. El cáliz y la corola tienen pequeños pelos glandulares. El tubo de la corola es rojo, pero amarillo y glabro por dentro.

## Taxonomía
Ourisia polyantha Poepp. & Endl. pertenece a la familia Plantaginaceae. Dos botánicos europeos, el alemán Eduard Poeppig y el austríaco Stephan Endlicher, describieron O. polyantha en 1835 en su publicación Nova Genera ac Species Plantarum.
El material original fue recolectado en diciembre de 1828 por Poeppig en la cordillera de los Andes en Chile. El holotipo se conserva en el Herbario W del Museo de Historia Natural de Viena. Ourisia diazii Phil. es un sinónimo de O. polyantha que fue descrita en 1864 por Rudolfo Amando Philippi. El holotipo de O. diazii fue recolectado en las montañas cercanas a Tinguiririca en enero de 1861 por Wenceslao Díaz Gallegos y se encuentra en el herbario en el Museo Nacional de Historia Natural de Chile. También hay un isotipo en el Herbario PH en la Academia de Ciencias Naturales, EE. UU.
Ourisia polyantha es una de tres especies del subgénero Ourisia Suffruticosae Meudt. Las otras dos especies de este subgénero son O. serpyllifolia y O. microphylla. Estas tres especies andinas comparten un hábito sufruticoso y muy ramificado, con hojas sésiles y opuestas a decusadas. También tienen flores solitarias. En este subgénero, el cáliz y la corolla son regulares con pequeños pelos glandulares, y las semillas son rectangulares, lineales, y oblongas a estrechamente oblongas.
Ourisia polyantha se distingue de O. microphylla por las corolas rojas por fuera, amarillas por dentro del tubo, y más largas que 15 mm (frente a corolas rosadas o blancas, y menos de 15 mm de largo) y sus estambres de más de 16 mm de largo, con filamentos adheridos cerca de la abertura del tubo (frente a estambres de menos de 5 mm de largo, con filamentos adheridos a la mitad del tubo de la corola).
Se distingue O. polyantha de O. serpyllifolia por sus hojas enteras decusadas (frente a hojas dentadas y no decusadas), corolas rojas que son glabras por dentro (frente a corolas lilas que son amarillas y peludas por dentro), estilo en forma de S (frente a un estilo claramente doblado justo debajo del estigma) y anteras reniformes o en forma de riñón (frente a anteras lineales).

## Descrpción
Las plantas de Ourisia polyantha son hierbas perennes, sufruticosas y muy ramificadas. Los tallos son leñosos en la base, con hojas opuestas y decusadas (en cuatro hileras) a lo largo de las ramas. Las ramas miden entre 7 y 26 cm de largo y entre 0,4 y 1,0 cm de alto. mm de ancho y glabras, excepto por unos pocos y diminutos pelos glandulares cerca de las puntas de las ramas. Las hojas son sésiles, de 1,6 a 6,3 cm. mm de largo por 0,6–3,8 mm de ancho (relación largo:ancho 1,6–2,4:1). La lámina puede ser elíptica, ampliamente elíptica, ovada o rómbica, más ancha en la mitad o debajo de ella, con un ápice redondeado a subagudo, base cuneiforme y bordes lisos. Las hojas son glabras, pero algunas hojas cerca de las puntas de las ramas tienen pocos y diminutos pelos glandulares. Las flores son solitarias y axilares, y cada planta puede tener hasta 30 o más flores. Las brácteas están ausentes en los nudos de floración. Las flores nacen en un pedúnculo de hasta 10,7 cm de largo. mm Mide aproximadamente 1,5 mm de largo y suele ser glabra, aunque a veces tiene pelos glandulares cortos y densamente distribuidos. El cáliz mide 3,9–5,4 mm de largo, regular, con todos los lóbulos divididos hasta la base y cubierto de pelos glandulares cortos escasamente distribuidos. La corola mide 20,9–25,8 mm de largo (incluidos los 15,7–22,3 tubo de la corola de 1,5 mm de largo), regular, tubular a tubular-embutido, de color escarlata aterciopelado a rojo anaranjado intenso, y con diminutos pelos glandulares en el exterior, y amarillo y glabro en el interior, con excepción de algunos pelos glandulares en la base de los filamentos de dos o los cuatro estambres. Los lóbulos de la corola son de 2,7 a 4,4. de mm de largo, extendidas y obovadas. Hay 4 estambres hasta 22,1 mm de largo que son didinamos, con dos estambres largos que están incluidos dentro del tubo de la corola o que llegan a la abertura del tubo, y dos estambres cortos que también están incluidos dentro del tubo de la corola o que llegan a la abertura del tubo; un estaminodio corto 0,3–1,7 mm de largo también está presente. El estilo es 16.0–20.7 mm de largo, incluido, con un estigma capitado o que no se distingue del estilo. El ovario mide entre 1,5 y 3,1 cm. mm de largo y cubierto de diminutos pelos glandulares. Los frutos son cápsulas de 3,1 a 3,6 cm. mm de largo y 2,6–3,6 mm de ancho con dehiscencia loculicida y parcialmente septicida y pedicelos de hasta 7,8 mm de largo. Hay alrededor de 270 semillas diminutas en cada cápsula y las semillas miden entre 0,6 y 0,8 cm. mm de largo y 0,2–0,3 mm de ancho, rectangular, linear-oblongo a estrechamente oblongo, con una cubierta de semilla reticulada de dos capas con retículas primarias largas, estrechas y rectangulares y retículas secundarias subregulares.
Ourisia polyantha tienen flores y frutos principalmente de diciembre a febrero, pero la floración puede variar de octubre a marzo y la fructificación hasta marzo.
No se conoce el número de cromosomas de Ourisia polyantha.

## Distribución y hábitat
Ourisia polyantha es endémica de Chile, pudiendose encontrar tanto en la cordillera de los Andes como en la cordillera de la costa desde 33 a 35° latitud S.   Se encuentra en la Región Metropolitana de Santiago y la Región de O'Higgins. Esta especie es rara y crece en zonas húmedas entre las rocas en acantilados verticales en áreas montañosas desde 1360 a 2400 m sobre el nivel del mar.

## Filogenia
Se incluyó un individuo de O. polyantha en los análisis filogenéticos de todas las especies del género Ourisia utilizando marcadores de secuenciación de ADN estándar (dos marcadores de ADN ribosómico nuclear y dos regiones de ADN de cloroplasto ) y datos morfológicos. En esos análisi, siempre hay alto apoyo para el clado sufruticoso que incluye Ourisia polyantha, y también tiene alto apoyo la relación entre O. polyantha como especie hermana de otra especie sufruticosa, O. serpyllifolia.

## Cultivo
Ourisia polyantha ha sido cultivada con éxito por entusiastas de la jardinería de rocas, quienes han creado híbridos interespecíficos artificiales entre O. polyantha y otra especie sufruticosa, O. microphylla, a los que se les ha dado el nombre de Ourisia × bitternensis M.Sheader & A.Sheader,

## Sinonimia
- Ourisia diazii Phil.

## Galería

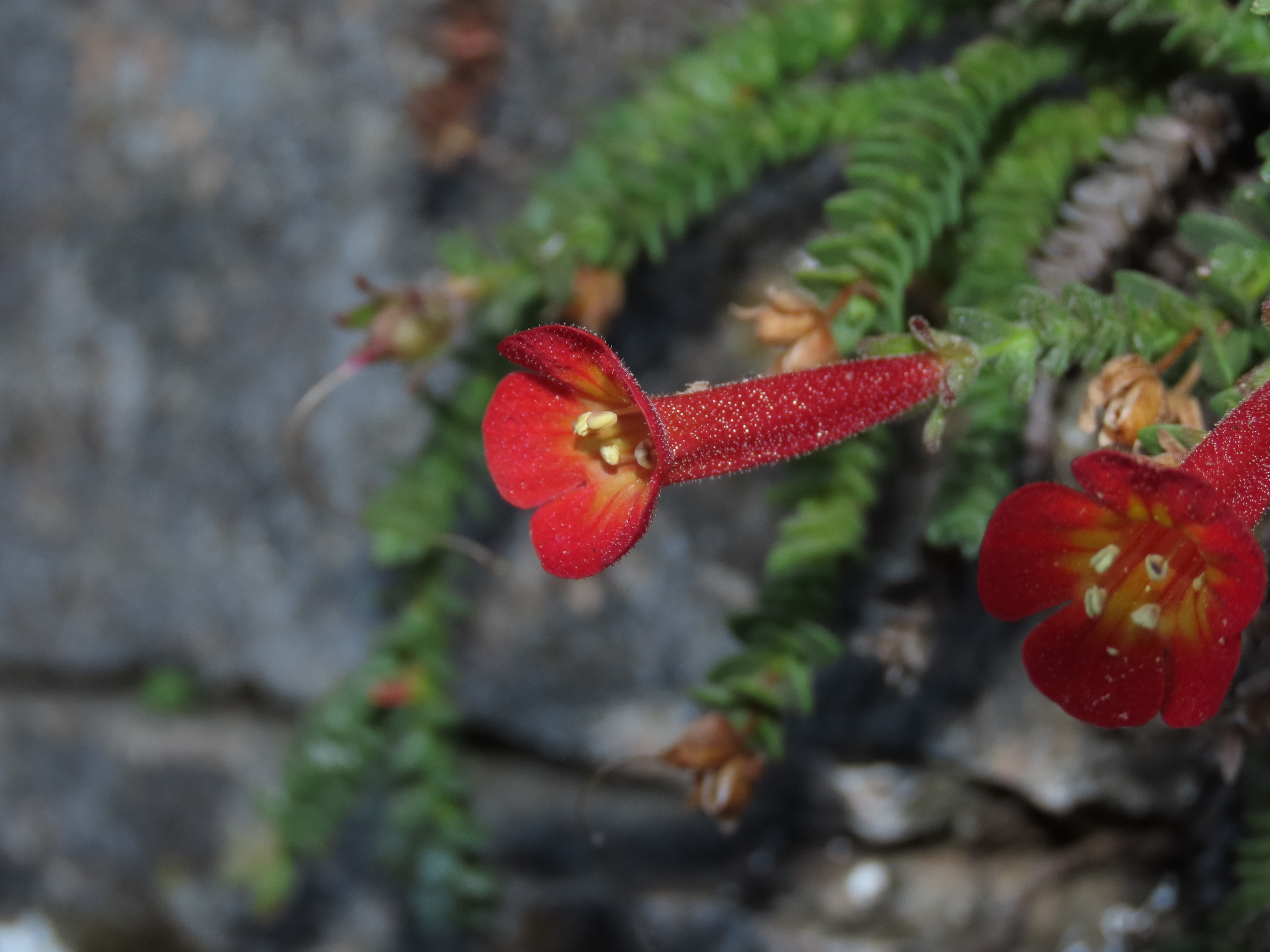
Primer plano de una flor, vista lateral. Nótense los diminutos pelos glandulares en el tubo de la corola, en el cáliz y en las hojas cerca de la punta de la rama
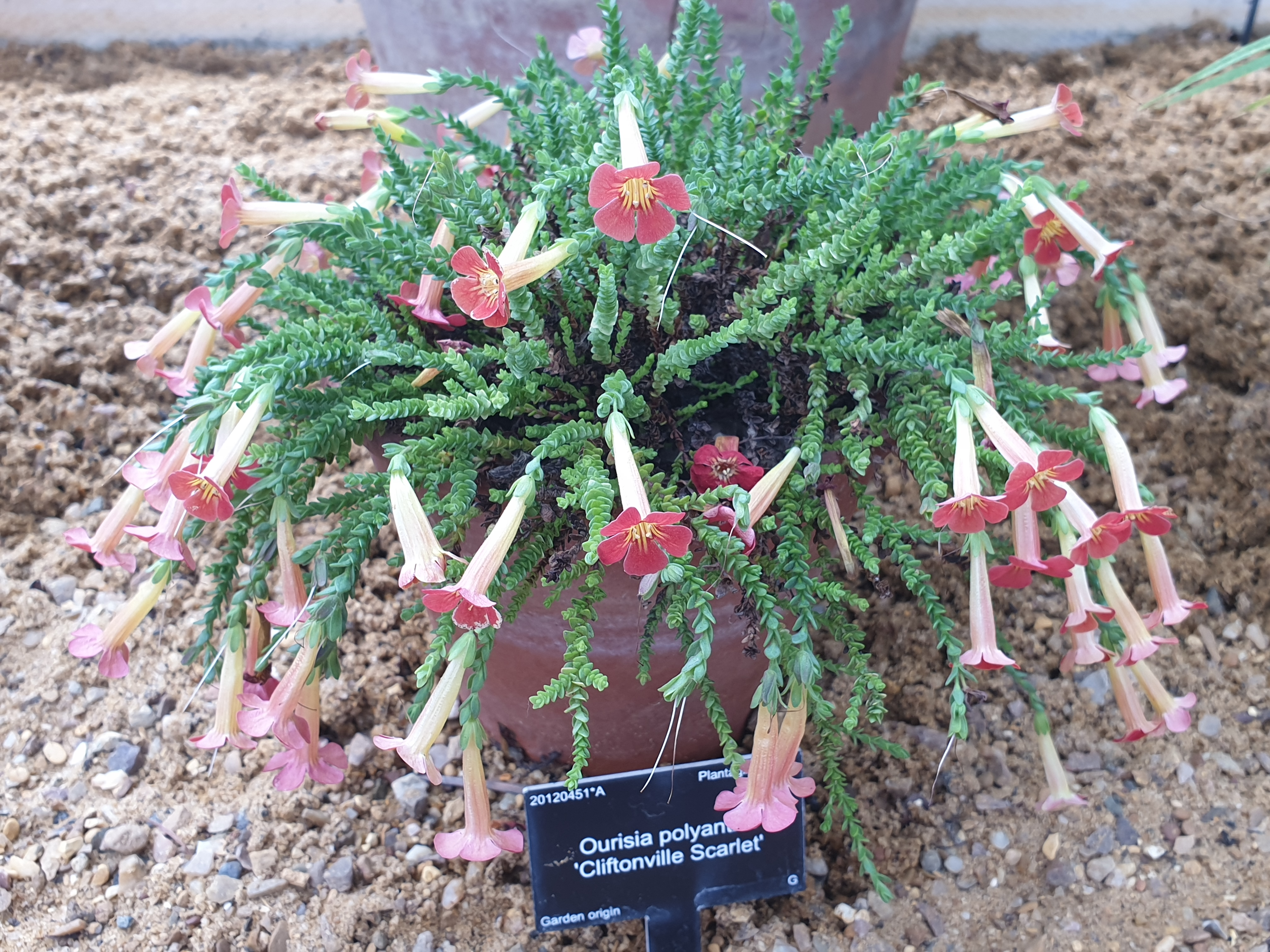
O. polyantha, planta cultivada
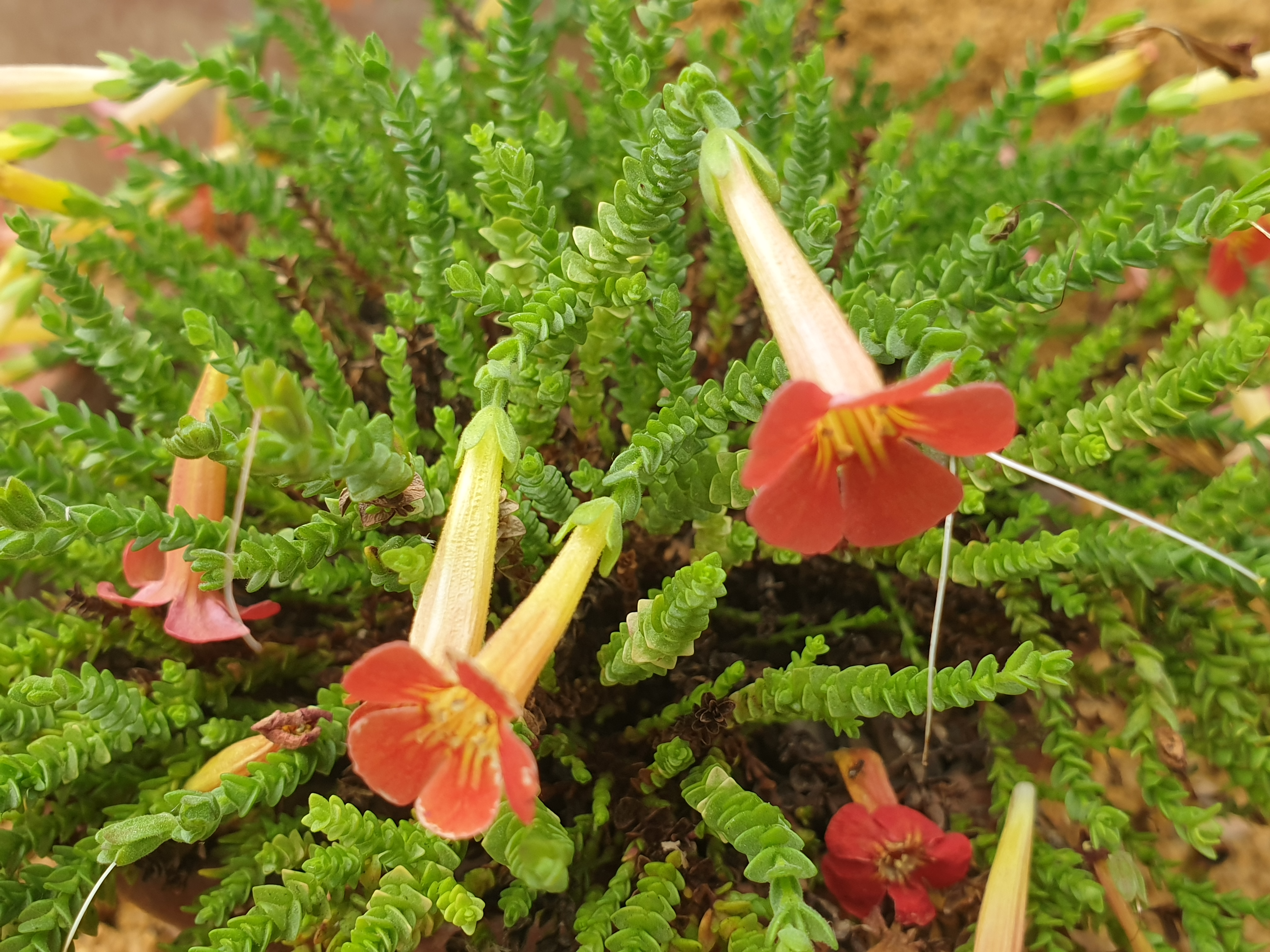
Primer plano de flores de una planta cultivada de O. polyantha